# والتر شیدل
والتر شیدل (انگلیسی: Walter Scheidel؛ زادهٔ ۹ ژوئیهٔ ۱۹۶۶) دانشمند در زمینه تاریخ و استاد در تاریخ باستان در دانشگاه استنفورد در ایالات متحده آمریکا اهل اتریش است. علایق اصلی تحقیقاتی شیدل عبارتند از تاریخ اجتماعی و تاریخ اقتصادی، پیشامدرن جمعیت‌شناسی تاریخی و رویکردهای مقایسه‌ای و فرا رشته‌ای به تاریخ جهانی.
وی همچنین برندهٔ جوایزی همچون کمک‌هزینه گوگنهایم شده است.

## آثار

### مقاله‌ها
مقاله ازدواج خواهر و برادر و فرزندان و والدین در جوامع پیشامدرن به بررسی شواهد تجربی از اتحادیه‌های زناشویی از نظر قانونی و اجتماعی بین خویشاوندان بسیار نزدیک می‌پردازد. سنت‌های اساطیری یک استثنای اصلی در ازدواج با محارم هستند: خدایان اولیه و همچنین شخصیت‌های بنیان‌گذار انسان، غالباً به‌عنوان درگیر در روابط با «محارم» توصیف می‌شوند، خواه ناچار (در غیاب شرکای نامرتبط) یا برای تأکید بر موقعیت مافوق بشری یا برزخی آنها.
اتحادیه‌های زناشویی بین والدین و فرزندان و بین برادران و خواهران به عنوان «ازدواج با محارم» با «ازدواج محارم سلطنتی» شناخته می‌شود:
«ازدواج محارم سلطنتی» اغلب در چارچوب تعدد زوجات، روابط زناشویی حاکمان با خویشاوندان نزدیک برای اهداف سیاسی انجام می‌شد و می‌توانست با جفت‌گیری چند همسری غیر فامیلی تکمیل شود. در برخی جوامع، گه گاه اعمال زنا با محارم به منظور بهره‌مندی از پیامدهای ماوراء طبیعی فرضی آنها انجام می‌شد. در هر دو سناریو، «زنا با محارم» توسط حاکمان و دیگر افراد ممتاز به عنوان تخطی عمدی از هنجارهای جهانی به منظور تأکید بر ماهیت خارق‌العاده و غالباً خداگونه موقعیت خود به نمایش گذاشته شد (در نتیجه اعتبار تابوهای زنا با محارم برای افراد «معمولی» یا فانی‌ها تأیید می‌شد)، و معمولاً تنها یا حتی ابزار اصلی تولید مثل را تشکیل نمی‌دادند. تنها دو استثنای عمده باقی مانده است:
1. ایران زرتشتی: در منابعی از قرن پنجم پیش از میلاد تا قرون وسطی، ازدواج‌های والدین و فرزندان و خواهر و برادران ان پیوسته به اعضای جامعه دینی زرتشتیان در خاورمیانه نسبت داده می‌شود و بارها در نوشته‌های زرتشتی از چنین ازدواجی تمجید می‌شده است.
2. مصر رومی: مصر اندکی قبل و تحت حکومت رومیان (قرن اول پیش از میلاد تا سوم قرن پس از میلاد) تنها جامعه شناخته شده‌ای است که در آن ازدواج بین خواهر و برادرهای کامل به‌طور معمول در میان افراد عادی تک همسر انجام می‌شد و آمار و داده‌های مستند قابل اندازه‌گیری ای برای آن رسم تولید می‌کرد. در غیاب گزارش‌های ادبی همزمان، دلایل این الگوی منحصر به فرد انتخاب همسر بحث‌برانگیز است.[۱]

شیدل در مقالهٔ ازدواج خواهر و برادر و والد و فرزند خارج از خانواده‌های سلطنتی در مصر باستان و ایران: چالشی برای دیدگاه اجتماعی زیست شناختی اجتناب خویش‌آمیزی؟ می‌نویسد: به اسناد رسمی سرشماری مصر روم نشان می‌دهد که ازدواج کامل خواهر و برادر با فاصله سنی نسبتاً کم بین همسران و هیچ نشانه‌ای از کاهش باروری زناشویی، بیزاری جنسی، یا افزایش مرگ و میر نوزادان و کودکان وجود ندارد. رساله‌های دینی زرتشتیان به‌طور فعال محارم خانوادگی هسته‌ای را تشویق می‌کنند و ماهیت شایسته و مزایای ماوراء طبیعی آن را تمجید می‌کنند. ارزیابی طرح‌واره‌ای از میزان احتمالی افسردگی خویش‌آمیزی در چنین خانواده‌هایی تحت شرایط مرگ و میر بسیار بالا از طریق علل دیگر باعث می‌شود تولید مثل در سطح جایگزینی دشوار به نظر برسد. اما با توجه به کمبود اطلاعات در مورد فراوانی ژن‌های مغلوب مضر در این جمعیت‌ها، این بازسازی مملو از عدم قطعیت است. شواهد باستانی مرتبط حاکی از بروز برخی از افسردگی‌های خویش‌آمیزی است، اما بی‌نتیجه باقی مانده است. بیزاری و انزجار بین همسرانی گخ محرم هستند نیز موضوعی مشابه است. اگرچه این موارد از دوران باستان به وضوح با دیدگاه اجتناب از زنای با محارم به عنوان مکانیزم تکامل یافته‌ای که بی‌تفاوتی جنسی را ایجاد می‌کند و معمولاً به هنجارهای فرهنگی متناظر تبدیل می‌شود در تضاد نیست، اما نشان دهنده نیاز به بررسی جامع تری از سوابق تاریخی موجود در آزمایش قواعد تکاملی است.